# Шарій Ольга Олексіївна
Ольга Олексіївна Шарій, дівоче прізвище Бондаренко (25 березня 1989 , Київ ) — проросійська журналістка з України, пропагандистка, відеоблогерка. Редакторка проросійського інтернет-видання «Шарій.net». Член Міжнародної федерації журналістів, співзасновниця та керівниця забороненої в Україні Партії Шарія. З 20 серпня 2021 року перебуває під санкціями РНБО.
Кандидат в народні депутати 2019 року, де «партія» отримала 2,23 % голосів.
Дружина проросійського відеоблогера, пропагандиста й колишнього журналіста Анатолія Шарія. Із 2019 року проживає в Іспанії разом із чоловіком.[джерело?]

## Життєпис
Бондаренко Ольга Олексіївна народилася 25 березня 1989 року в Києві. 2011 року закінчила Київський університет імені Тараса Шевченка. У тому ж році почала журналістську кар'єру в інтернет-виданнях «Facenews» і «Gloss».
2013 року в Євросоюзі побралася з журналістом Анатолієм Шарієм. Станом на 2019 рік були одружені[2].

### Журналістська діяльність
2013 року, під час Революції гідності писала статті для From-UA. 2014 року співпрацювала з виданням The Kiyv Times і «Кореспондент».
2018 року створила канал на YouTube, що у вересні 2018 року мав 200 тисяч, а в липні 2019—330 тисяч підписників.
2017 року подала заявку на вступ до «Незалежної медіа-профспілки України», але 5 з 7 членів комісії виступили проти її вступу, аргументувавши це тим, що її «публічні заяви не відповідають статуту організації». За місяць вона вступила до Європейського союзу журналістів і стала членкинею Міжнародної федерації журналістів.
З серпня 2018 року почала періодично з'являтися в ефірах забороненого в Україні телеканалу NewsOne, пов'язаного із кумом Путіна проросійським олігархом Віктором Медведчуком.

### Партійна діяльність
Проходила другим номером у списку політичної партії «Партія Шарія» на дострокових виборах до Верховної ради України 21 липня 2019 року
На виборах партія набрала 2,23 % і не пройшла в парламент.

### Пропагандистська діяльність
Після повномасштабного вторгнення Росії в Україну, як і до нього, веде активну антиукраїнську та проросійську пропаганду.